# Forcalquier
Forcalquier er en kommune i departementet Alpes-de-Haute-Provence (Provence-Alpes-Côte d'Azur) med 4.302 (1999) indbyggere ca. 550 meter over havet.
Kommunen ligger lidt sydvest for Digne-les-Bains og er bygget op omkring et højdedrag, så den faktiske højde over havet varierer fra 397 meter til 904 meter.

## Ekstern henvisning
- Wikimedia Commons har flere filer relateret til Forcalquier
- Forcalquier Arkiveret 11. april 2008 hos  Wayback Machine